# Juan de la Somera
Juan Gómez de la Somera y Barroso (Ayamonte - Madrid, 30 de marzo de 1881), conocido como Juan de la Somera, fue un militar español que destacó como masón al convertirse en gran maestre del Gran Oriente de España en 1874.

## Reseña Biográfica
Era hijo de los ayamontinos José Gómez de la Somera Rodríguez y Josefa Barroso Vélez y pariente del sacerdote y educador mexicano José Manuel Somera y Landeros (primo de su padre). 
En la carrera militar alcanzó el rango de teniente coronel, siendo comendador de la Orden de Carlos III y galardonado con la cruz de la orden de Isabel la Católica, de  San Hermenegildo y de  San Fernando.
El 26 de marzo de 1874 Juan de la Somera sustituyó a Manuel Ruiz Zorrilla como gran maestre y soberano gran comendador del Gran Oriente de España. No obstante, su avanzada edad y débil estado de salud (unidos a las disidencias internas) le obligaron a renunciar a finales de 1875. El 5 de enero de 1876 fue sucedido en sus cargos por  Práxedes Mateo Sagasta.